# Populus beijingensis
Populus beijingensis är en videväxtart som beskrevs av W.Y. Hsu. Populus beijingensis ingår i släktet popplar, och familjen videväxter. Inga underarter finns listade i Catalogue of Life.